# Clathria mosulpia
Clathria mosulpia är en svampdjursart som beskrevs av Thomas Robertson Sim och Byeon 1989. Clathria mosulpia ingår i släktet Clathria och familjen Microcionidae. Inga underarter finns listade i Catalogue of Life.